# Sleeping with the Enemy
Sleeping with the Enemy is een Amerikaanse film uit 1991 geregisseerd door Joseph Ruben. De hoofdrollen worden vertolkt door Julia Roberts en Patrick Bergin.

## Verhaal
Laura (Julia Roberts) en Martin (Patrick Bergin) zijn al jaren getrouwd en lijken een perfect koppel te zijn. Maar de werkelijkheid is anders. Martin is een brute, gewelddadige man. Laura is bang en wil ontsnappen als ze de kans krijgt. Ze simuleert haar eigen dood en vlucht naar een andere stad met een nieuwe identiteit. Maar als haar man ontdekt dat ze nog leeft zal hij niet twijfelen om haar te vinden en te vermoorden.

## Rolverdeling
| Acteur             | Personage      |
| ------------------ | -------------- |
| Julia Roberts      | Laura Burney   |
| Patrick Bergin     | Martin Burney  |
| Kevin Anderson     | Ben Woodward   |
| Elizabeth Lawrence | Chloe Williams |
| Kyle Secor         | Fleishman      |
| Claudette Nevins   | Dr. Rissner    |
| Tony Abatemarco    | Locke          |
| Marita Geraghty    | Julie          |
| Harley Venton      | Garber         |

## Prijzen en nominaties
- 1992 - Saturn Award
  - Genomineerd: Beste actrice (Julia Roberts)
  - Genomineerd: Beste horrorfilm
  - Genomineerd: Beste muziek (Jerry Goldsmith)
  - Genomineerd: Beste mannelijke bijrol
- 1992 - BMI Film Music Award
  - Gewonnen: Beste muziek